# پالکینسکایا (استان آرخانگلسک)
پالکینسکایا (به لاتین: Palkinskaya) یک منطقهٔ مسکونی در روسیه است که در استان آرخانگلسک واقع شده‌است.